# Aurora Levins Morales
Aurora Levins Morales (Maricao, 24 de febrero de 1954) es una escritora, y poetisa puertorriqueña, de origen judío. Es reconocida significativamente dentro del feminismo latino, y del feminismo postcolonial y del tercer mundo así como otros movimientos de justicia social.

## Biografía

### Vida y educación
Aurora Levins Morales es aborigen de Indiera Baja, Maricao, Puerto Rico. Su madre, Rosario Morales, una puertorriqueña, nacida en Harlem y también escritora. Su padre es ecólogo, con raíces ucranianas judías, y nacido en Brooklyn. Tiene un hermano activista y artista Ricardo Levins Morales.
Levins Morales se convirtió en una escritora conocida en la década de 1970 como resultado de los numerosos movimientos de justicia social de la época, que abordaron la importancia de dar voz a los oprimidos. A los quince años, era la miembro más joven del Sindicato de Liberación de las Mujeres de Chicago y coprodujo un programa de radio feminista. Tomó parte en las sentadas y manifestaciones contra la guerra de Vietnam, Reclaim the Streets, activismo de la autoconciencia femenino, y organizaciones puerta a puerta por guarderías e igualdad de remuneración. Concurrió al Franconia College de Nuevo Hampshire, y donde ayudó a organizar y dirigir el centro de mujeres locales. Levins Morales también estudió en la Mills College, y obtuvo el Ph.D. en Estudios de la mujer y de Historia por la Union Institute & University de Cincinnati, Ohio.

### Carrera
En 1976, se mudó a la bahía de San Francisco, donde trabajó en la radio rockera KPFA Third World News Bureau, informando sobre acontecimientos en Sudáfrica, Filipinas, Chile, Nicaragua, lo que aún era Rodesia, y del racismo ambiental, luchas por la vivienda, y el movimiento para obtener de la Marina de EE. UU. detuviera los bombardeos masivos a Vieques, Puerto Rico.
Levins Morales se convirtió en parte de mujeres estadounidenses radicales, del movimiento de escritores de color, que buscaban integrar la lucha contra el sexismo y el racismo. Comenzó entonces, a hacer lecturas en cafés literarios con otras mujeres, con la organización de series de poesía, a producir programas de radio, publicar en revistas literarias y en antologías, y eventualmente convertirse en una de las colaboradores de This Bridge Called My Back, donde se enfocó en representar la raza, clase y género que juntos dan forma a la identidad y las experiencias históricas, de las mujeres puertorriqueñas. Algunos de sus temas principales son el feminismo, la identidad múltiple (de puertorriqueñas, judías, estadounidenses), inmigrantes, radicalismo judío, e historia de Puerto Rico, y la importancia de la memoria colectiva, de la historia y del arte, en la resistencia a la opresión y creando condiciones para el cambio social. 
En 1986, Morales y su madre coescribieron Getting Home Alive, una colección de poesía y prosa sobre sus vidas como mujeres puertorriqueñas. En parte como resultado de la respuesta a ese libro, Levins Morales decidió ir a la universidad para convertirse en historiadora. Mientras que su tesis se centró en volver a contar la historia del mundo, con la vida de las mujeres puertorriqueñas en el centro, ella también hizo una amplia investigación sobre la historia de los puertorriqueños en California, recogiendo varias docenas de historias orales, y la preservación de los primeros documentos de la comunidad puertorriqueña de San Francisco. De 1999 a 2002 trabajó en el Museo Oakland de California como historiador principal del Proyecto de Historia de la Comunidad Latina, en colaboración con los estudiantes de secundaria para recoger historias orales y fotografías, y crear materiales de obras de arte y currículos basado en ellos.
En su colección de ensayos Medicine Stories: History, Culture, and the Politics of Integrity (1998,) Levins Morales cuestionó los relatos tradicionales de la historia estadounidense, y su sistemática exclusión de las personas negras. Y sostiene que las narrativas históricas tradicionales han tenido efectos devastadores en los que se ha silenciado y oprimidos. En un intento de "curar" este trauma histórico de la opresión colonial, diseñó una historia de "medicamentos" que le da centralidad a las, en particular las mujeres puertorriqueñas marginadas. Levins Morales se esfuerza por hacer visibles a los que han estado ausentes de los libros de historia, al mismo tiempo haciendo hincapié en los esfuerzos de resistencia.
En su libro Remedios: Stories of Earth and Iron from the History of Puertorriqueñas (1998), su objetivo es "desenterrar los nombres de las mujeres consideradas poco importantes por los escritores historiadores oficialess” (Levins Morales, pp. xvii). Piezas cortas intercaladas en las narraciones describen hierbas y alimentos medicinales, que simbolizan las propiedades curativas de las narraciones que siguen en las secciones medicinales. De esta manera, ella trata al borrado histórico como una enfermedad que un historiador curandero puede curar a través de la historia herbal de "cosecha propia". Las historias que retrata en el texto demuestran la fuerza y la resistencia de las mujeres de Puerto Rico y sus antepasados.
Levins Morales es una de las dieciocho latinas mujeres feministas, que participaron en las reuniones del Grupo Feminista Latino, que culminó con la publicación de Telling to Live: Latina Feminist Testimonios en 2001.
En 2011, a seguidas del deceso de su madre y coautora Rosario Morales, Levins Morales se mudó a Cambridge, MA para vivir con su padre. Y mantiene un blog en www.auroralevinsmorales.com and her visual art is displayed at http://auroralevinsmorales.artistwebsites.com/index.html. Her latest book is "Kindling: Writings On the Body" from Palabrera Press, 2013 ISBN 978-0-9836831-3-1 </ref>

## Algunas publicaciones
- Getting Home Alive con Rosario Morales (edición ilustrada de Firebrand Books, 213 pp. 1986). ISBN 0-932379-20-6, ISBN 978-0-932379-19-1

- Medicine Stories: History, Culture, and the Politics of Integrity (South End Press, 135 pp. 1998). ISBN 0-89608-582-1, ISBN 978-0-89608-581-7 en línea

- The Historian as Curandera. (N.º 40 de Working paper (Julian Samora Research Institute). Editor Julian Samora Research Institute, Michigan State University, 9 pp. 1998)

- Remedios: Stories of Earth and Iron from the History of Puertorriqueñas (edición ilustrada de Beacon Press, 235 pp. 1998). ISBN 0-8070-6516-1, ISBN 978-0-89608-644-9 en línea

- The history of Latinos in West Oakland: community narratives. (Ed. Latino History Project, Oakland Museum of California, Spanish Speaking Citizens' Foundation. 112 pp. 2000)

- Kindling: Writings On the Body (edición ilustrada de Palabrera Press, 180 pp. 2013). ISBN 978-0-9836831-3-1, ISBN 978-0-9836831-3-1